# Блумфілд (Коннектикут)
Блумфілд (англ. Bloomfield) — місто (англ. town) в США, в окрузі Гартфорд штату Коннектикут. Населення — 21 535 осіб (2020).

## Демографія
Згідно з переписом 2010 року, у місті мешкало 20 486 осіб у 8554 домогосподарствах у складі 5343 родин. Було 9019 помешкань
Расовий склад населення:
| - 57,5 % — чорних або афроамериканців - 35,7 % — білих - 1,9 % — азіатів - 0,3 % — корінних американців - 1,7 % — осіб інших рас |

До двох чи більше рас належало 3,0 %. Частка іспаномовних становила 5,6 % від усіх жителів.
За віковим діапазоном населення розподілялося таким чином: 17,8 % — особи молодші 18 років, 59,0 % — особи у віці 18—64 років, 23,2 % — особи у віці 65 років та старші. Медіана віку мешканця становила 47,9 року. На 100 осіб жіночої статі у місті припадало 81,5 чоловіків;  на 100 жінок у віці від 18 років та старших — 76,7 чоловіків також старших 18 років.
Середній дохід на одне домашнє господарство  становив 96 485 доларів США (медіана — 73 593), а середній дохід на одну сім'ю — 113 123 долари (медіана — 87 589). Медіана доходів становила 55 107 доларів для чоловіків та 52 162 долари для жінок. За межею бідності перебувало 6,7 % осіб, у тому числі 5,2 % дітей у віці до 18 років та 6,2 % осіб у віці 65 років та старших.
Цивільне працевлаштоване населення становило 10 199 осіб. Основні галузі зайнятості: освіта, охорона здоров'я та соціальна допомога — 33,9 %, фінанси, страхування та нерухомість — 12,6 %, роздрібна торгівля — 10,4 %, науковці, спеціалісти, менеджери — 8,8 %.